# Ivo Gregurević
Ivo Gregurević (Donja Mahala, 1952. október 7. – Zágráb, 2019. január 1.) horvát színész.

## Fontosabb filmjei
- Vágyak idegenben (Ne naginji se van) (1977)
- Izzás (Usijanje) (1979)
- Život sa stricem (1988)
- Priča iz Hrvatske (1991)
- Čaruga (1991)
- Kontesa Dora (1993)
- Melita Zganjer és a három férfi (Tri muškarca Melite Žganjer) (1998)
- Kad mrtvi zapjevaju (1999)
- Crvena prašina (1999)
- Četverored (1999)
- Tito marsall szelleme (Maršal) (1999)
- Szűz Mária (Bogorodica) (1999)
- Ajmo žuti! (2001)
- Nincs örökség balhé nélkül (Posljednja volja) (2001)
- Az éjszaka királynője (Kraljica noći) (2001)
- Fine mrtve djevojke (2002)
- Szemtanúk (Svjedoci) (2003)
- Tu (2003)
- Duga mračna noć (2004)
- Što je Iva snimila 21. listopada 2003. (2005)
- Mit ér a férfi bajusz nélkül? (Što je muškarac bez brkova?) (2005)
- A mocsár szelleme (Duh u mocvari) (2006)
- Dinnyejárat (Put lubenica) (2006)
- Kino Lika (2008)
- Metastaze (2009)
- Crnci (2009)
- Værelse 304 (2011)
- Josef (2011)
- Sonja i bik (2012)
- Kosac (2014)
- A férfiak nem sírnak (Muskarci ne placu) (2017)